# International Financial Reporting Standard 2
Der International Financial Reporting Standard 2 (IFRS 2) ist ein Rechnungslegungsstandard des International Accounting Standards Board (IASB), der die Bilanzierung anteilsbasierter Vergütungen regelt. Zu anteilsbasierten Vergütungen zählen insbesondere Aktienoptionen („Stock Options“) und virtuelle Aktienoptionen („Stock Appreciation Rights“), die Managern als erfolgsorientierte Vergütung gewährt werden. Obwohl dies die wohl bekanntesten Anwendungsgebiete sind, regelt IFRS 2 die Bilanzierung sämtlicher anteilsbasierter Vergütungen, also auch im Zusammenhang mit externen Dritten.
Bevor IFRS 2 erschienen ist, gab es keine internationalen Regelungen zur Bilanzierung derartiger Zusagen. Für Geschäftsjahre ab dem 1. Januar 2005 ist eine aufwandswirksame Erfassung dieser Zusagen für IFRS-konforme Jahresabschlüsse erforderlich.
IFRS 2 unterscheidet bei der Erfassung des Aufwands zwischen
- anteilsbasierten Vergütungen mit Ausgleich durch Eigenkapitalinstrumente,
- anteilsbasierten Vergütungen mit Barausgleich, und
- anteilsbasierten Vergütungen mit wahlweisem Barausgleich oder Ausgleich durch Eigenkapitalinstrumente (Kombinationspläne).

Da die gewährten Optionen in der Regel nicht frei handelbar sind, ist eine Bewertung mit anerkannten finanzwirtschaftlichen Modellen (z. B. Binomialmodell, Monte-Carlo-Simulationsmodell oder Black-Scholes-Modell) erforderlich. Je nach Zusagetyp ist zu jedem Bilanzstichtag eine Neubewertung notwendig.